# Semiothisa ballandrata
Semiothisa ballandrata är en fjärilsart som beskrevs av Wright 1923. Semiothisa ballandrata ingår i släktet Semiothisa och familjen mätare. Inga underarter finns listade i Catalogue of Life.